# Gašper Vidmar
Gašper Vidmar, né le 14 septembre 1987 à Ljubljana, dans la République socialiste de Slovénie, est un joueur slovène de basket-ball, évoluant aux postes d'ailier fort et de pivot.

## Carrière
En janvier 2014, Vidmar se blesse au genou lors d'une rencontre d'Euroligue et manque le reste de la saison. En juin 2014, il remporte le championnat de Turquie.

## Palmarès
- Champion d'Europe en 2017 avec la Slovénie
- Champion de Turquie 2013-2014
- Champion d'Italie 2018-2019